# 才鸿年
才鸿年（1940年1月29日—），北京人，金属材料专家，中国工程院院士。
才鸿年长期从事军用新材料的研究工作。

## 履历[1]
- 1966年，于北京科技大学研究生毕业。
- 2001年，当选中国工程院院士。